# Ulica Kielecka w Krakowie
Ulica Kielecka – ulica w Krakowie, w dzielnicy II Grzegórzki, na Osiedlu Oficerskim.
Łączy ulicę Mogilską z ulicą Józefa Brodowicza. Jest jednojezdniowa i jednokierunkowa.

## Historia
Ulica została w obecnym kształcie wytyczona na przełomie lat 40. i 50. XIX wieku jako droga rokadowa łącząca rozmieszczone po terenie całego miasta fortyfikacje Twierdzy Kraków.
Gdy fortyfikacje straciły na znaczeniu w latach dwudziestych XX wieku, droga wojskowa stała się ulicą miejską, podczas budowy Osiedla Oficerskiego w okolicy.
Nazwa ulicy została nadana w 1928 roku, nawiązuje do nazwy miejscowej Kielce.

## Zabudowa
- ul. Kielecka 3 – kamienica, 1935.
- ul. Kielecka 4 – kamienica. Projektował Józef Jamroz, 1934–1935
- ul. Kielecka 5 – kamienica. Projektował Stanisław Gabriel Żeleński, 1936.
- ul. Kielecka 6 – kamienica. Projektował Adam Ślęzak, 1938–1939.
- ul. Kielecka 8 – kamienica. Projektował Józef Karwat, 1932–1933.
- ul. Kielecka 9 – blok mieszkalny Osiedla Oficerskiego, 1953.
- ul. Kielecka 17 (ul. Bogdana Zaleskiego 14) – kamienica. Projektował Zygmunt Szufa, 1928–1929.
- ul. Kielecka 18 (ul. Bogdana Zaleskiego 12) – kamienica. Projektował Julian Grabowski, 1925–1929.
- ul. Kielecka 19 – willa „Aniela”. Projektował Józef Karwat, 1925.
- ul. Kielecka 20 – willa „Wanda”. Projektował Julian Grabowski, Edward Skawiński, 1925–1932.
- ul. Kielecka 21 (ul. Jana Kasprowicza 1) –  willa „Wiktoria”. Projektował Edward Skawiński, 1926.
- ul. Kielecka 22 – willa. Projektował Julian Grabowski, Zygmunt Szufa, 1925–1927.
- ul. Kielecka 25 – willa, 1928.
- ul. Kielecka 27 (ul. Stanisława Moniuszki 21) – dom, 1930.
- ul. Kielecka 28 – dom. Projektował Bernard Zimmermann, 1928–1929.
- ul. Kielecka 29a – dom. Projektował Adam Krogulski, 1932–1933.
- ul. Kielecka 30 – dom. Projektował Tadeusz Źróbek, 1936–1937.
- ul. Kielecka 32a (ul. Stanisława Moniuszki 19) – dom „Bliźniak”. Projektował Edmund Zgut, 1938–1939.
- ul. Kielecka 34 (ul. Stanisława Moniuszki 18) – dom „Karolina”. Projektował Adam Ślęzak, 1930.

Opracowano na podstawie źródła: Gminnej ewidencji zabytków – Kraków.